# Potsdam
Potsdam is de hoofdstad van de Duitse deelstaat Brandenburg. De stad telt 182.112 inwoners (31 december 2020) op een oppervlakte van 187,27 km². Potsdam ligt in de agglomeratie van Berlijn; zo is de stad te bereiken met de S-Bahn van Berlijn. Potsdam ligt aan de rivier de Havel. Potsdam is een kreisfreie Stadt.

## Indeling van de gemeente

Kaart der stadsdelen van  Potsdam

Potsdam bestaat uit de volgende stadsdelen, de nummering correspondeert met bovenstaande kaart:
- 1 Potsdam Nord
  - 11 Bornim
  - 12 Nedlitz
  - 13 Bornstedt
  - 14 Sacrow
  - 15 Eiche
  - 16 Grube
  - 17 Golm
- 2 Nördliche Vorstädte
  - 21 Nauener Vorstadt
  - 22 Jägervorstadt
  - 23 Berliner Vorstadt
- 3 Westliche Vorstädte
  - 31 Brandenburger Vorstadt
  - 32 Potsdam West
- 4 Innenstadt (binnenstad)
  - 41 Historische Innenstad
  - 42 Südliche Innenstadt, in 2019 gesplitst in:
    - 43 Zentrum Ost en Nuthepark
    - 44 Hauptbahnhof en Brauhausberg Nord
- 5 Babelsberg
  - 51 Klein Glienicke
  - 52 Babelsberg Nord
  - 53 Babelsberg Süd
- 6 Potsdam Süd
  - 61 Templiner Vorstadt
  - 62 Teltower Vorstadt
  - 63 Schlaatz
  - 64 Waldstadt I en industrieterrein
  - 65 Waldstadt II
- 7 Potsdam Südost
  - 71 Stern
  - 72 Drewitz
  - 73 Kirchsteigfeld
- 8 Nördliche Ortsteile
  - 81 Uetz-Paaren
  - 82 Marquardt
  - 83 Satzkorn
  - 84 Fahrland, incl. Krampnitz
  - 85 Neu Fahrland
  - 86 Groß Glienicke[2]

## Verkeer en vervoer

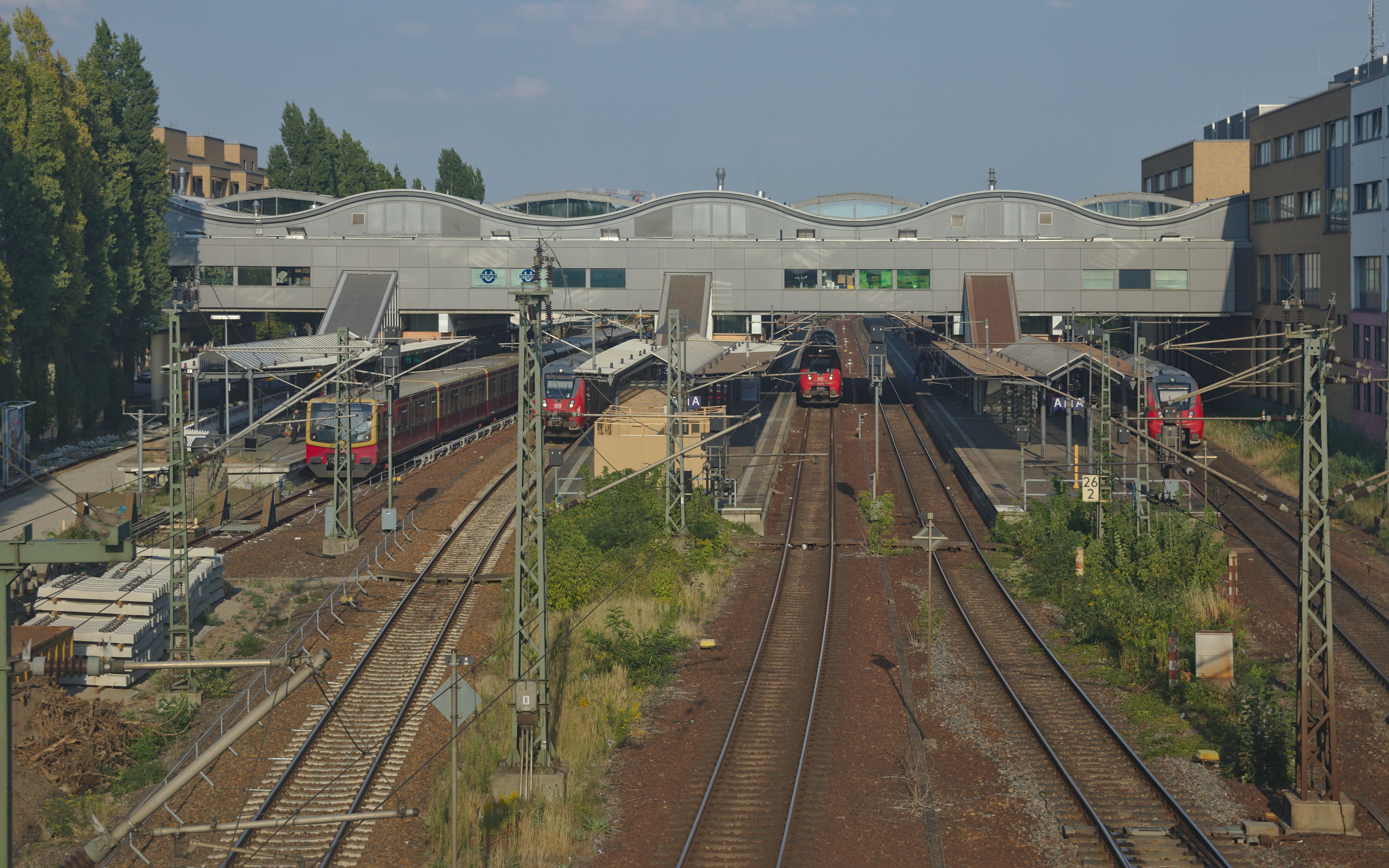
Potsdam Hauptbahnhof
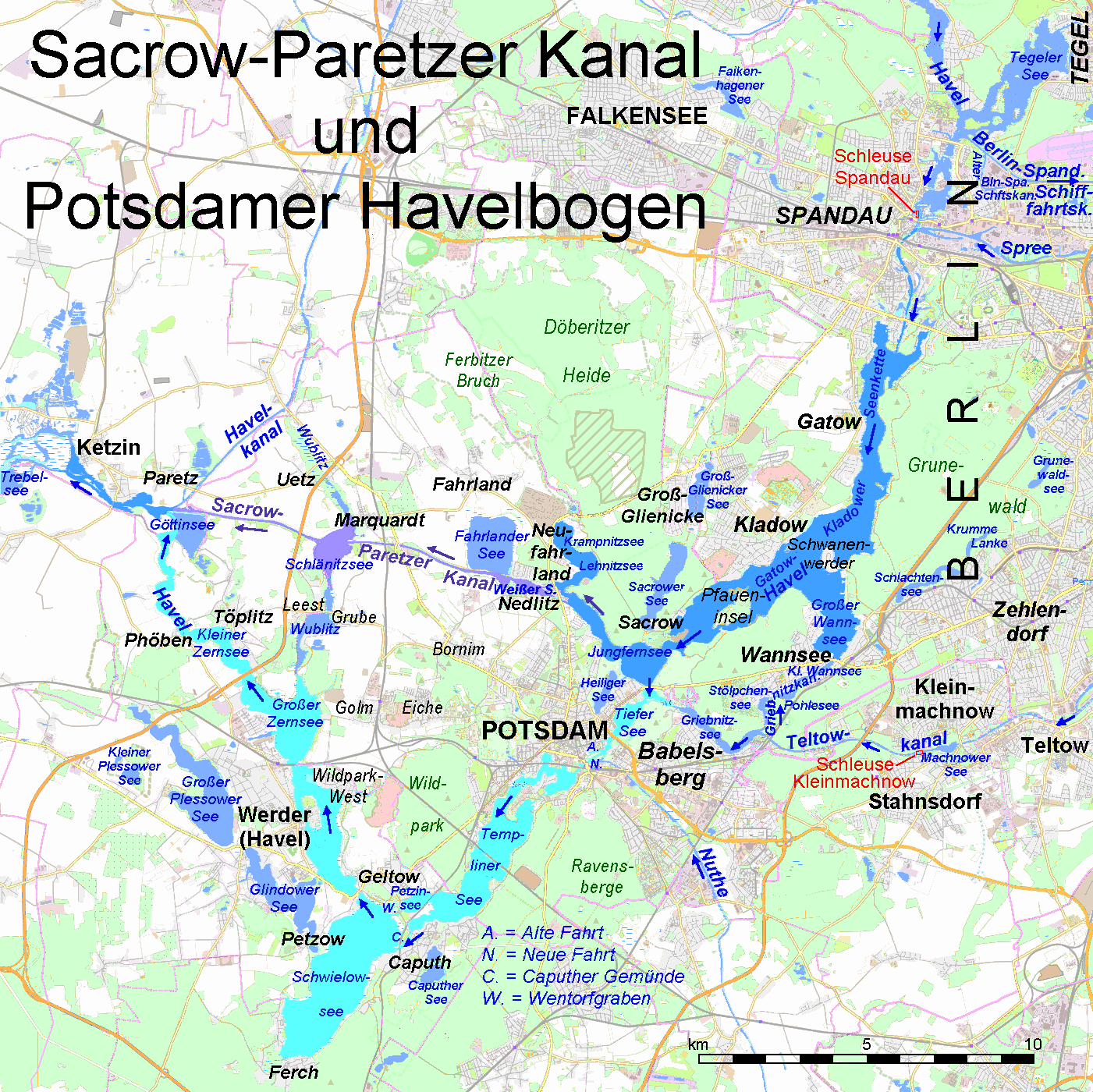
Waterwegen rondom Potsdam

Ten westen en ten zuiden van Potsdam loopt de Autobahn A 10, een ringweg rondom Berlijn, dat direct ten oosten van Potsdam ligt. Ten zuidwesten van Potsdam, op Dreieck Potsdam, takt de Autobahn A 9 af van de A 10. Verscheidene Bundesstraßen waaieren vanuit Potsdam uit in verschillende richtingen:
- de B1, in westelijke richting naar Brandenburg en Maagdenburg
- de B1, in oostelijke richting naar Berlijn
- de B273, in noordwestelijke richting naar Nauen
- de B2, in zuidwestelijke richting naar Wittenberg
- de B2, in noordoostelijke richting naar Berlijn-Spandau

Potsdam is goed voor railvervoer ontsloten. Enkele lijnen van de S-Bahn van Berlijn lopen door Potsdam. In de gemeente liggen o.a. de volgende spoorwegstations:
- Potsdam Hauptbahnhof (centraal station), aan de Wannseebahn naar Berlijn
- Station Potsdam Park Sanssouci, o.a. aan de spoorlijn Oranienburg - Jüterbog of Umgehungsbahn
- Station Griebnitzsee, o.a. een stopplaats van de S-Bahn van Berlijn en de Wannseebahn
- Station Potsdam Medienstadt Babelsberg, aan de spoorlijn Berlijn - Blankenheim
- Station Potsdam Park Sanssouci, aan de spoorlijn naar Jüterbog en de spoorlijn Berlijn - Maagdenburg
- Station Potsdam Pirschheide, aan de Berliner Außenring en de spoorlijn naar Jüterbog
- de spoorweghaltes Charlottenhof, Golm (bij de universiteitsgebouwen aldaar) en Marquardt.

Verder heeft Potsdam een eigen tramnet, de Straßenbahn Potsdam, met 7 lijnen, en verder talrijke stads en streekbuslijnen. 
Potsdam ligt aan de Havel, en aan talrijke meren en kanalen. De Spree mondt juist ten oosten van Potsdam uit in de Havel. De Weisse Flotte Potsdam is een scheepvaartonderneming, die niet alleen rondvaarten, maar ook veerverbindingen verzorgt.

## Economie, instellingen
Te Babelsberg, Golm en bij het Neue Palais zetelt de Universiteit van Potsdam.
Babelsberg is beroemd vanwege de Filmstudio Babelsberg. 
Potsdam kent, vanwege de vele culturele bezienswaardigheden,  een belangrijk toerisme.
Als hoofdstad van een Duitse deelstaat kent Potsdam vele overheidsinstellingen, met de daaraan gekoppelde werkgelegenheid. 

## Geschiedenis
Potsdam is gesticht in de 10e eeuw. Lange tijd bleef het een onbeduidend dorp, hoewel het in 1345 stadsrechten kreeg. In 1660 werd de stad door keurvorst Frederik Willem uitgekozen als zijn zomerresidentie. Hij liet er een kasteel bouwen geïnspireerd op het Huis Honselaarsdijk dat hij had leren kennen tijdens zijn studie in Nederland. Later werd de stad ook de favoriete verblijfplaats van de koninklijke familie van Pruisen: de Hohenzollerns. De meeste leden van de Hohenzollerns werden hier geboren, groeiden op en verbleven meestentijds in een van hun verschillende paleizen in Potsdam.

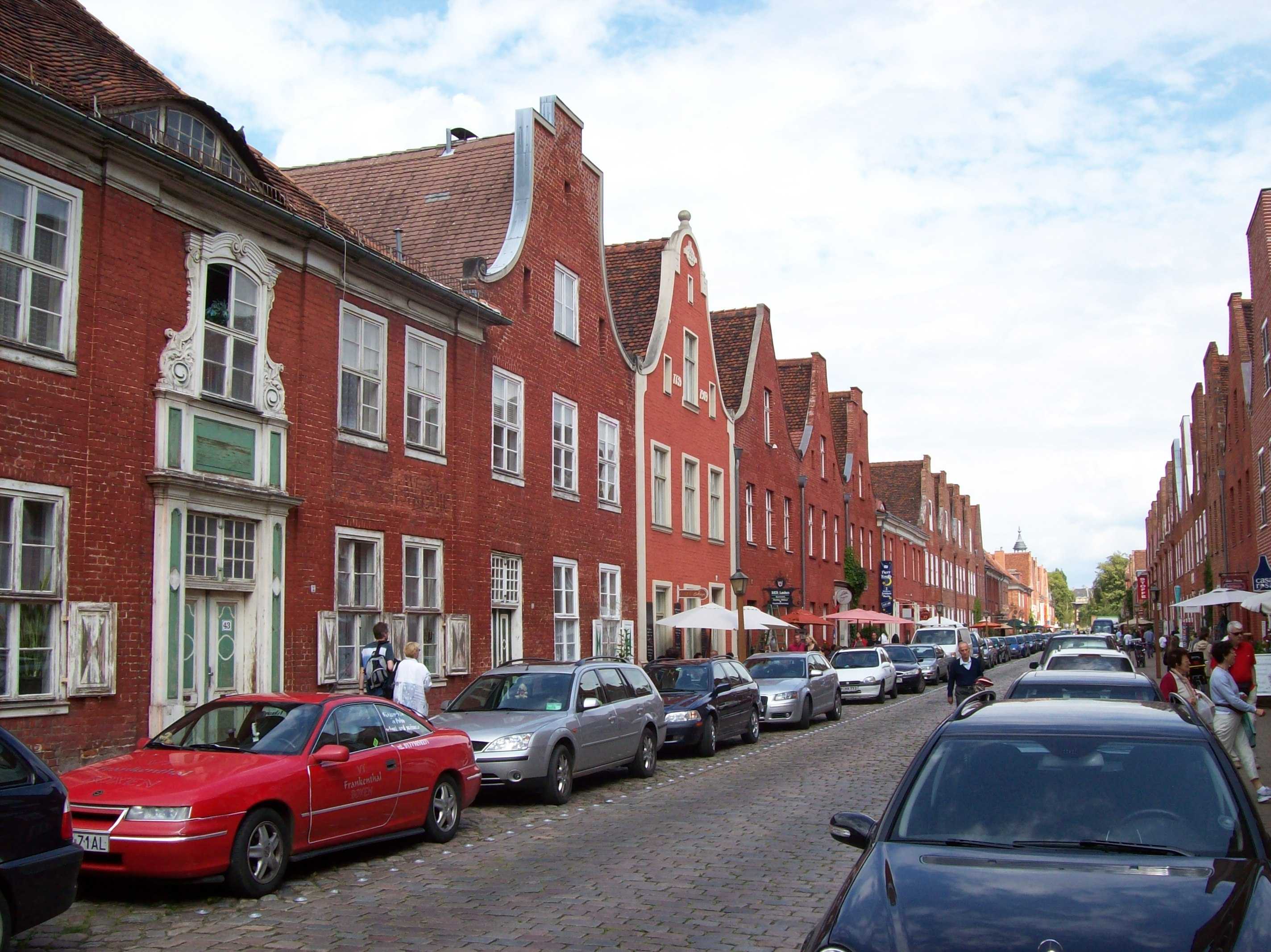
De Hollandse wijk

Tussen 1734 en 1742 haalde koning Frederik Willem I, bijgenaamd de Soldatenkoning, Nederlandse werklieden naar Potsdam die daar een wijk aanlegden in Nederlandse stijl; de wijk wordt Holländisches Viertel (Hollandse wijk) genoemd. In tegenstelling tot de wens van de opdrachtgever, bleef de vorming van een Nederlandse kolonie uit. Hongaarse arbeiders trokken vaak na leegstand in de huizen. De wijk bestaat nog steeds en is een toeristische trekpleister.
Met name in de tijd van Frederik de Grote zijn veel monumentale gebouwen gebouwd, waaronder het paleis Sanssouci, en het Neues Palais. Hoewel Berlijn de hoofdstad van Pruisen en later van het Duitse Rijk was, verbleef het hof vaak in Potsdam. Dit veranderde pas in 1918, toen na de Eerste Wereldoorlog keizer Wilhelm II werd verdreven en Duitsland een republiek werd.
Kort nadat Hitler aan de macht kwam in Duitsland, vond op 21 maart 1933 de zogenaamde Dag van Potsdam plaats, waarbij de nazi's de eenheid tussen het oude Pruisen en het nieuwe nationaalsocialistische Duitsland wilden demonstreren. De stad heeft in de Tweede Wereldoorlog zwaar geleden onder bombardementen, vooral dat van 14 april 1945. Na de oorlog vond in het Cecilienhof de Conferentie van Potsdam plaats, waaraan de overwinnaars (Truman, Churchill (die halverwege werd vervangen door Attlee) en Stalin) deelnamen.
Na de oorlog viel de stad in Oost-Duitse handen. De DDR wilde zo veel mogelijk de herinnering aan het verleden verwijderen; daarom werden vele monumentale gebouwen afgebroken. Door de bouw van de Berlijnse Muur was er geen vrij verkeer meer mogelijk met het naburige West-Berlijn.
Na de Duitse hereniging werd Potsdam de hoofdstad van de nieuwe deelstaat Brandenburg. In 1990 werden de paleizen en parken van Potsdam en Berlijn op de werelderfgoedlijst geplaatst. Er zijn na de val van het communisme plannen ontwikkeld om de stad in oude luister te herstellen. Zo werd het Stadtschloss (stadspaleis) herbouwd en werd in 2013 de bouwvergunning afgeleverd voor de wederopbouw van de Garnisonkirche. Het verder uitgraven van het Stadtkanal werd voorlopig opgegeven.

### Opmerkingen betreffende enige stadsdelen van Potsdam
- Te Bornim zetelt sinds 1927 een wetenschappelijk researchinstituut op het gebied van landbouw en veeteelt, met proefboerderij. Anno 2024 draagt het de naam Leibniz-Institut für Agrartechnik und Bioökonomie e.V.. Het maakt deel uit van een belangrijke vereniging van Duitse, extra-universitaire, wetenschappelijke instituten met de naam Wissenschaftsgemeinschaft Gottfried Wilhelm Leibniz e. V., verkort: Leibniz-Gemeinschaft.
- Fahrland, als Vorlande in 1197 voor het eerst vermeld, omvat ook het ten zuidoosten daarvan gelegen Krampnitz. Hier was vanaf 1937 een belangrijke cavalerieopleiding van de Wehrmacht gevestigd, de Heeres-Reitschule (Leger-Rijschool). Een belangrijk officier, die hier vanaf november 1938 enige tijd commandant was, was Heinz Guderian. Van 1941 tot 1944 waren hier ook enige tijd pantsertroepen met tanks gestationeerd. Maar de hier opgeleide militaire trek- en rijpaarden zijn in de Tweede Wereldoorlog nog lang gebruikt. Zo bestaan er filmbeelden van Operatie Barbarossa, de Duitse aanval op de Sovjet-Unie, waarop te zien is, hoe paarden gestrande legervoertuigen en kanonnen uit de modder trekken. Van 1945 tot 1992 waren hier kazernes voor de in de DDR gestationeerde troepen van de Sovjet-Unie, waarna de militaire activiteiten te Krampnitz hun einde vonden. Het uitgestrekte, leegstaande complex is daarna diverse malen gebruikt voor filmopnames door de Filmstudio Babelsberg. In 2001 werden er opnamen voor de film Enemy at the Gates, en in respectievelijk 2002, 2009 en 2014, enkele scènes voor o.a.  Resident Evil, Inglourious Basterds en The Monuments Men gedraaid. Het intussen vervallen gebouwencomplex wordt anno 2024 gesaneerd. De ligging, aan de Bundesstraße 2 en het deels door bos omgeven meer Fahrländer See, maakt het gebied aantrekkelijk voor woon- en recreatiedoeleinden.
- Eiche beschikt over een in 1890 gebouwde kazerne, aanvankelijk voor infanterie, in de DDR-periode voor paramilitaire eenheden van de Volkspolizei. De gebouwen huisvesten ook tegenwoordig nog speciale politie-eenheden, alsmede een politie-opleidingscentrum en een explosieven-opruimingseenheid. Een andere, uit 1935 daterende kazerne is tegenwoordig een stafgebouw van de Bundeswehr.
- Te Golm was van 1951 tot 1990 de Juristische Hochschule Potsdam gevestigd. Dit was een schuilnaam voor een geheim opleidingsinstituut van de Stasi. Men kon er overigens wel degelijk een academische graad in de rechten behalen, maar op het leerplan stonden vooral politieke vakken. Tot degenen , die hier afstudeerden, behoorde in 1970 de DDR-politicus en Stasi-kolonel Alexander Schalck-Golodkowski. Na 1991 werd het gebouwencomplex overgenomen door de Universiteit van Potsdam, die het  liet saneren en moderniseren; in de Campus Golm kan men o.a. wis- en natuurkunde en humaniora studeren. In Golm staat een oud, voormalig kerkje, dat vermoedelijk in de middeleeuwen gebouwd is, maar in 1780 voor meer dan de helft herbouwd. Het wordt als het oudste gebouw van de gemeente Potsdam beschouwd.[3] Golm verwierf in 2023 en 2024 ongewenste publiciteit door aanvallen van neo-nazi's op o.a. homoseksuele studenten, van wie er één zwaar gewond raakte.
- Te Marquardt staat een kasteel, dat na de Duitse hereniging (1990) regelmatig als achtergrond voor films van de studio te Babelsberg en voor videoclips is gebruikt. [4]

### Afbeeldingen stadsdelen van Potsdam

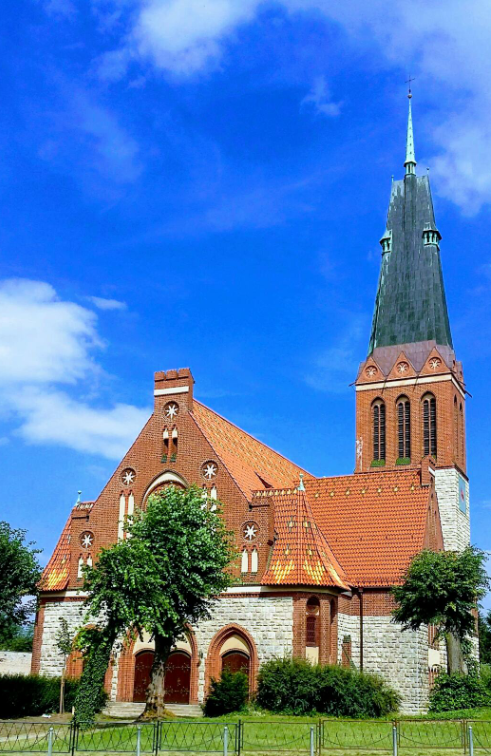
Bornim, dorpskerk (neogotisch, bouwjaar 1903)
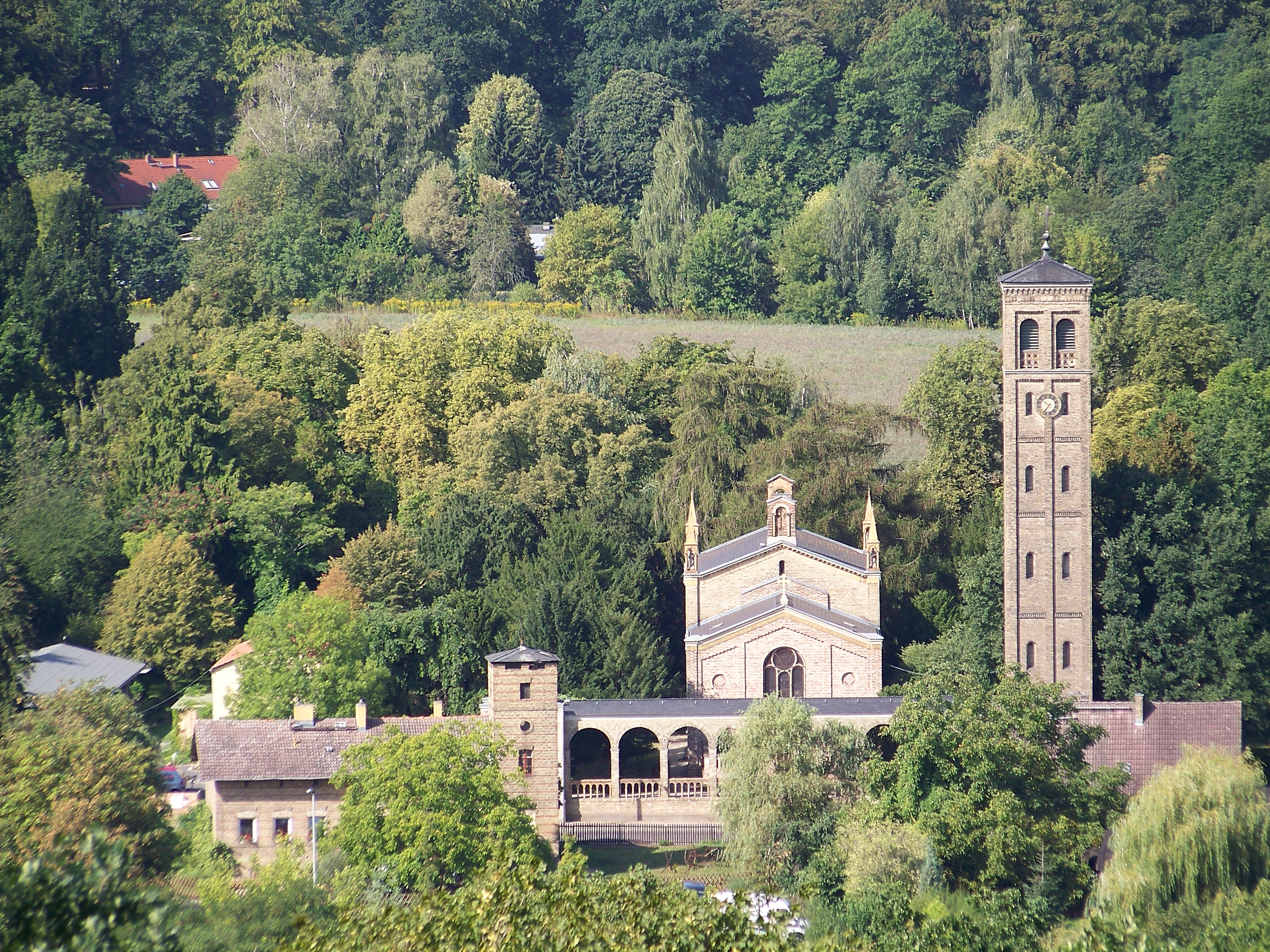
Kerk te Bornstedt (1854)
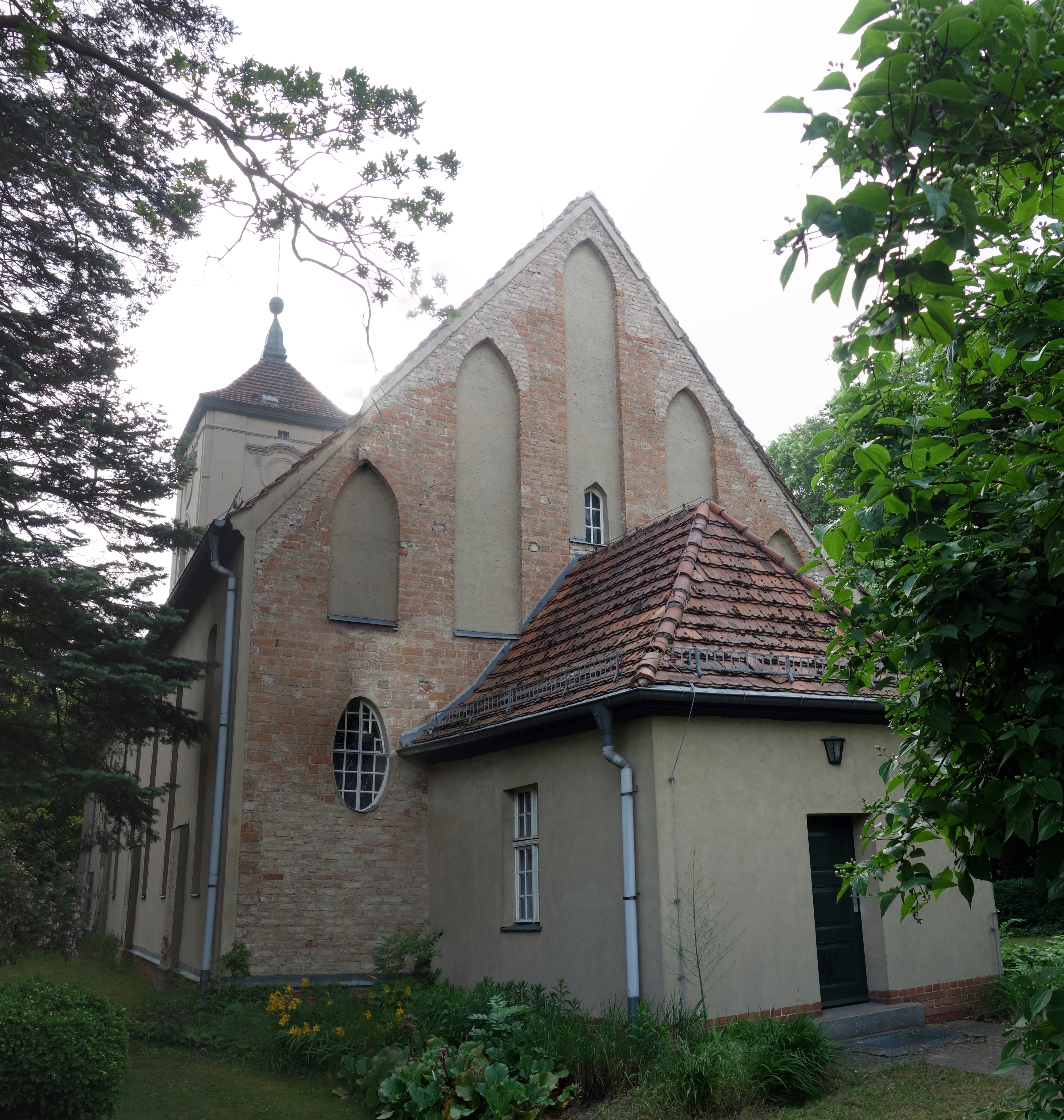
Fahrland, dorpskerk (1709; toren uit 1740; anno 2022 in vervallen staat)
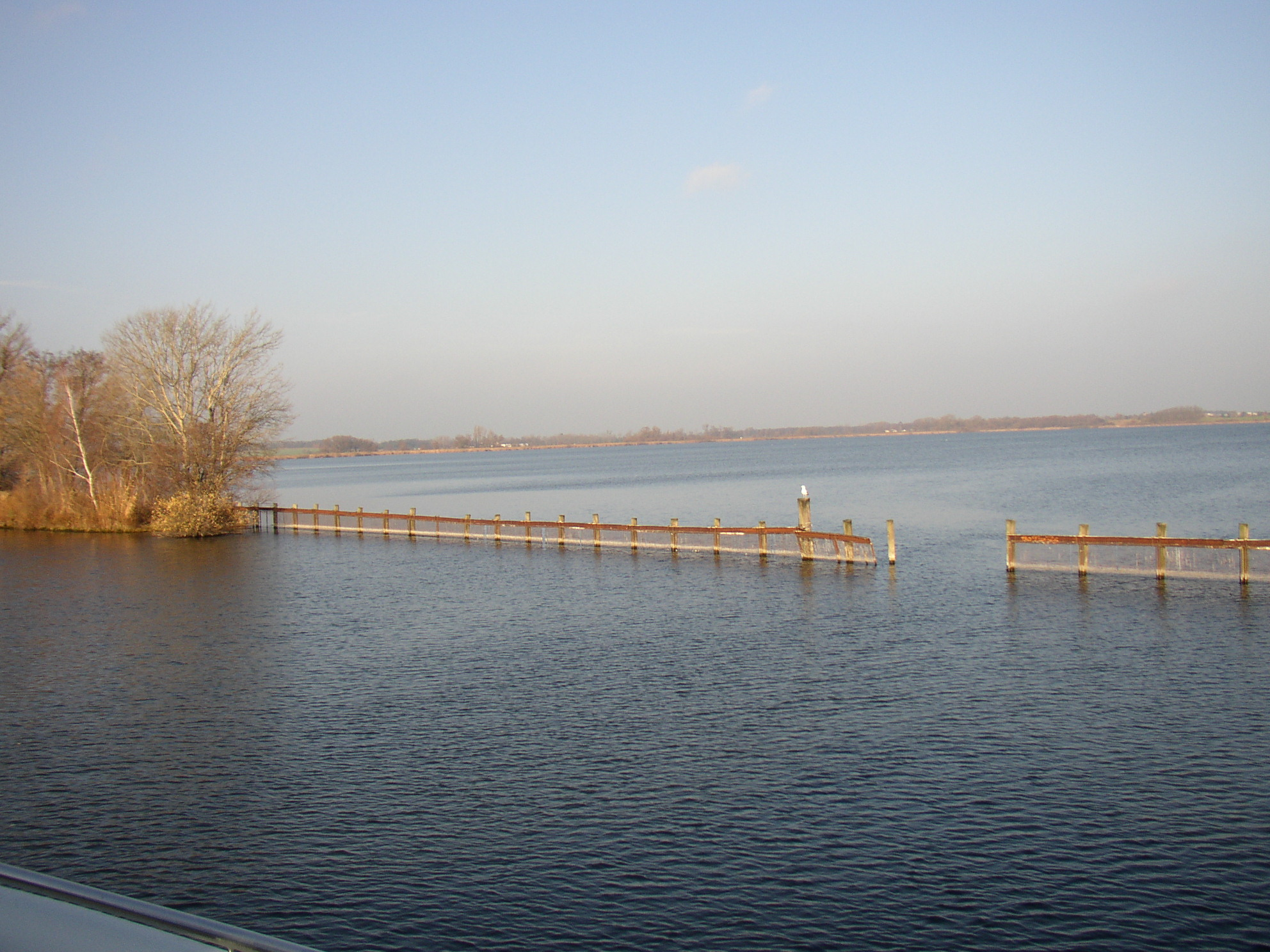
Het 610 hectare grote meer Fahrländer See
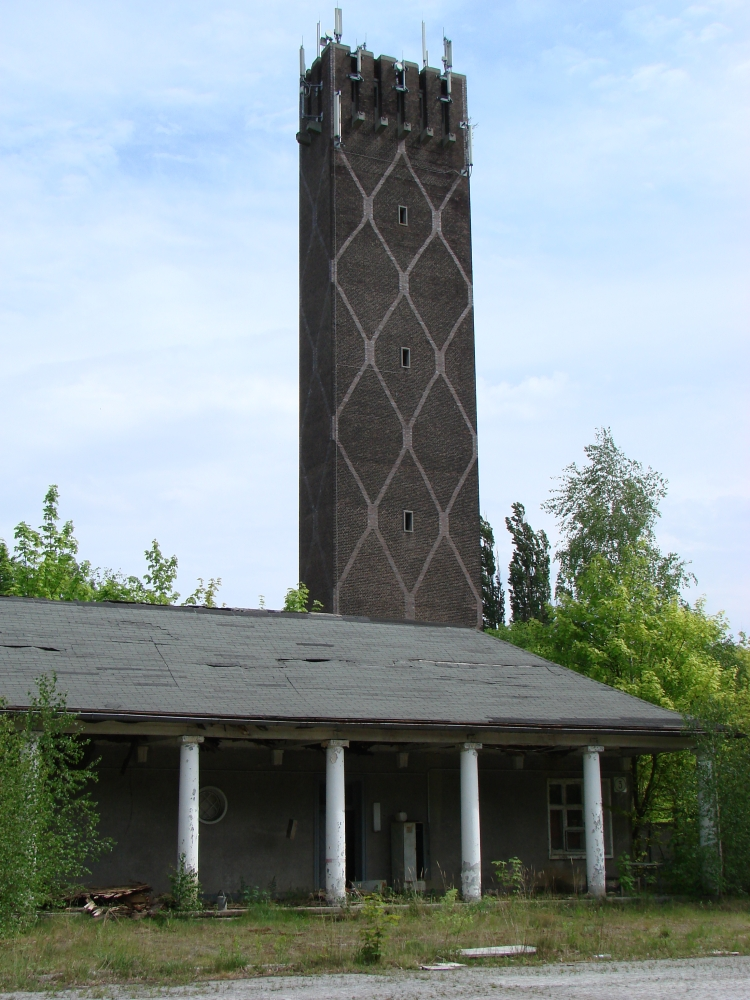
Krampnitz, ingang voormalige Leger-rijschool
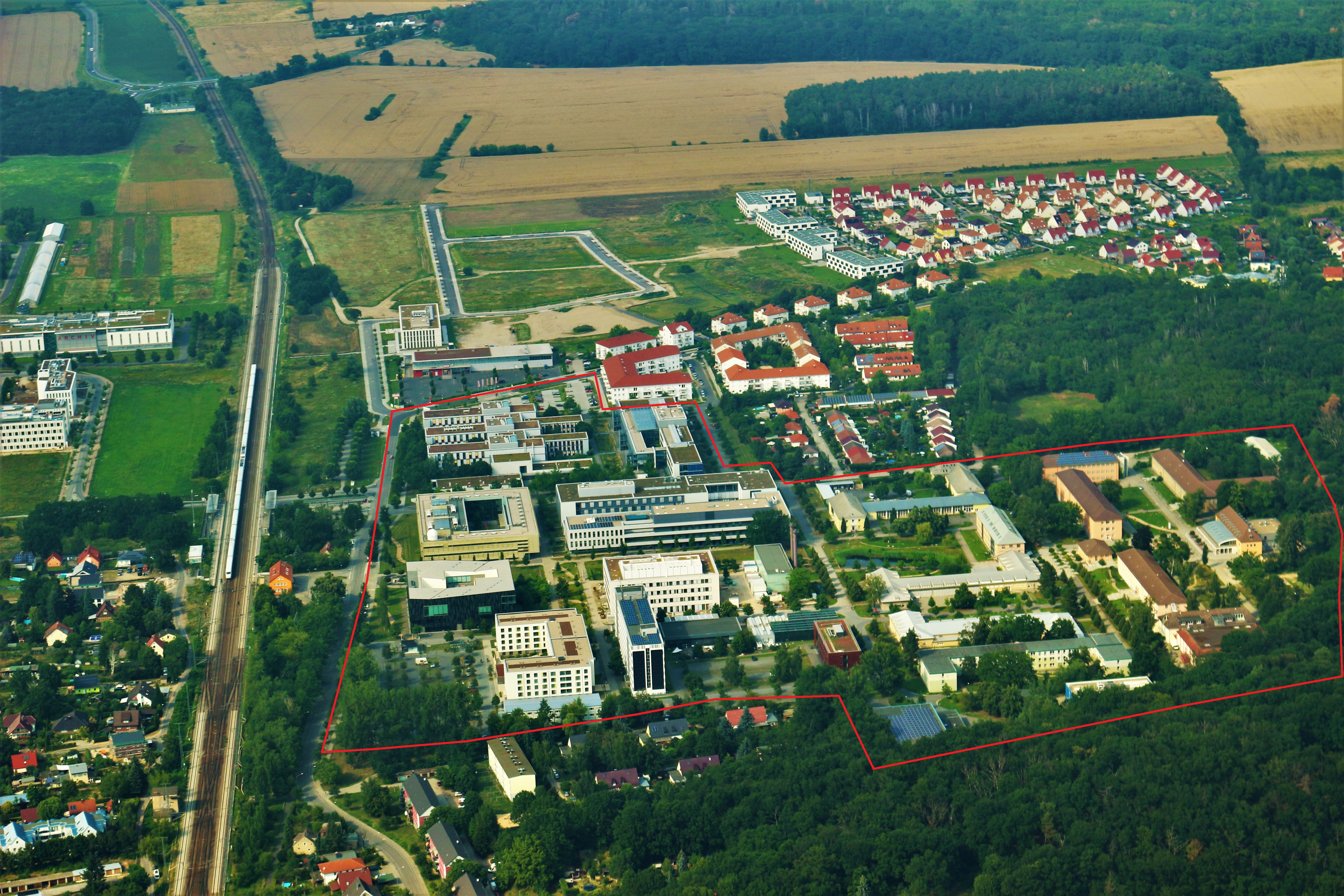
Campus Golm van de Universiteit van Potsdam
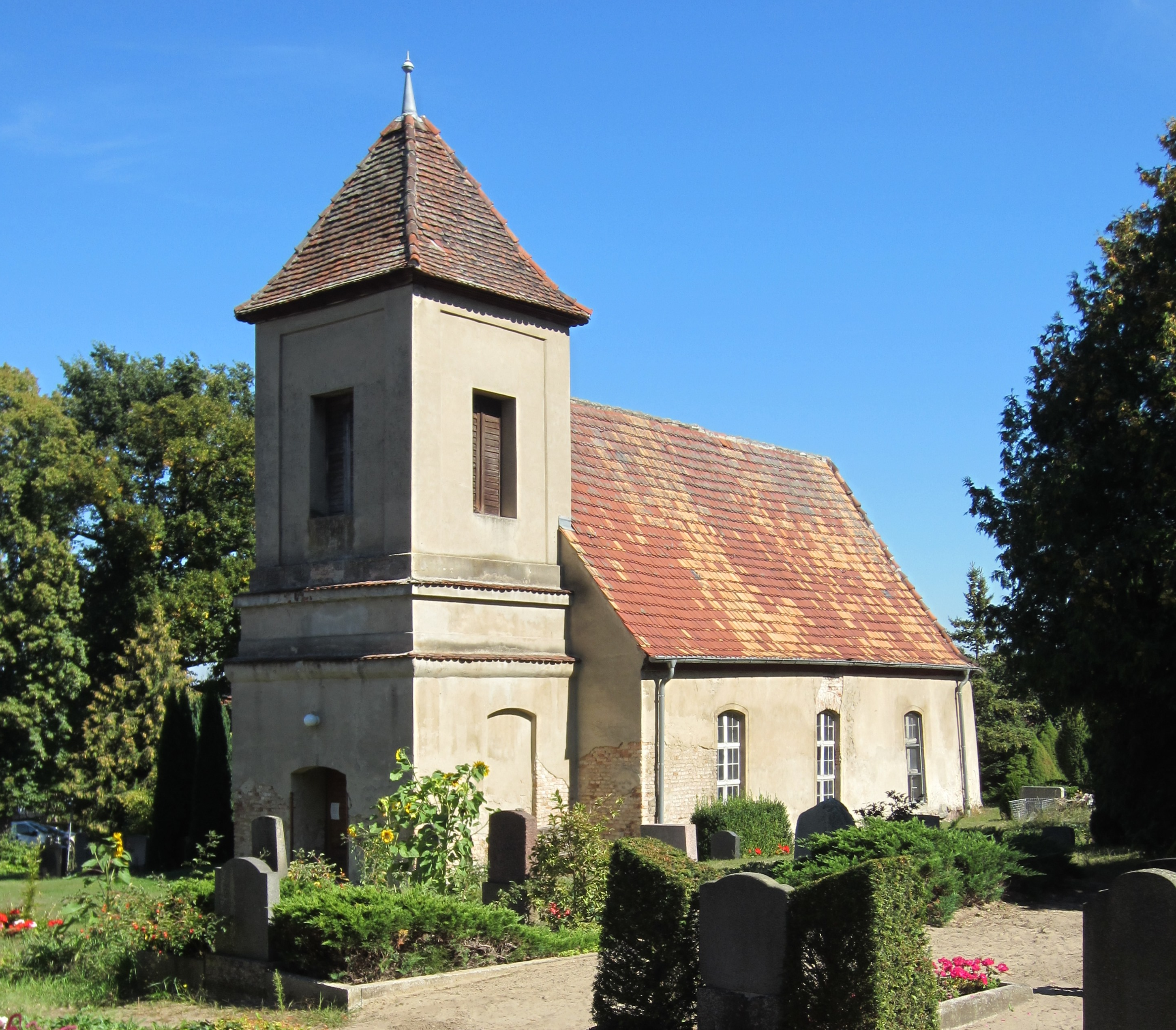
Oude Kerk te Golm
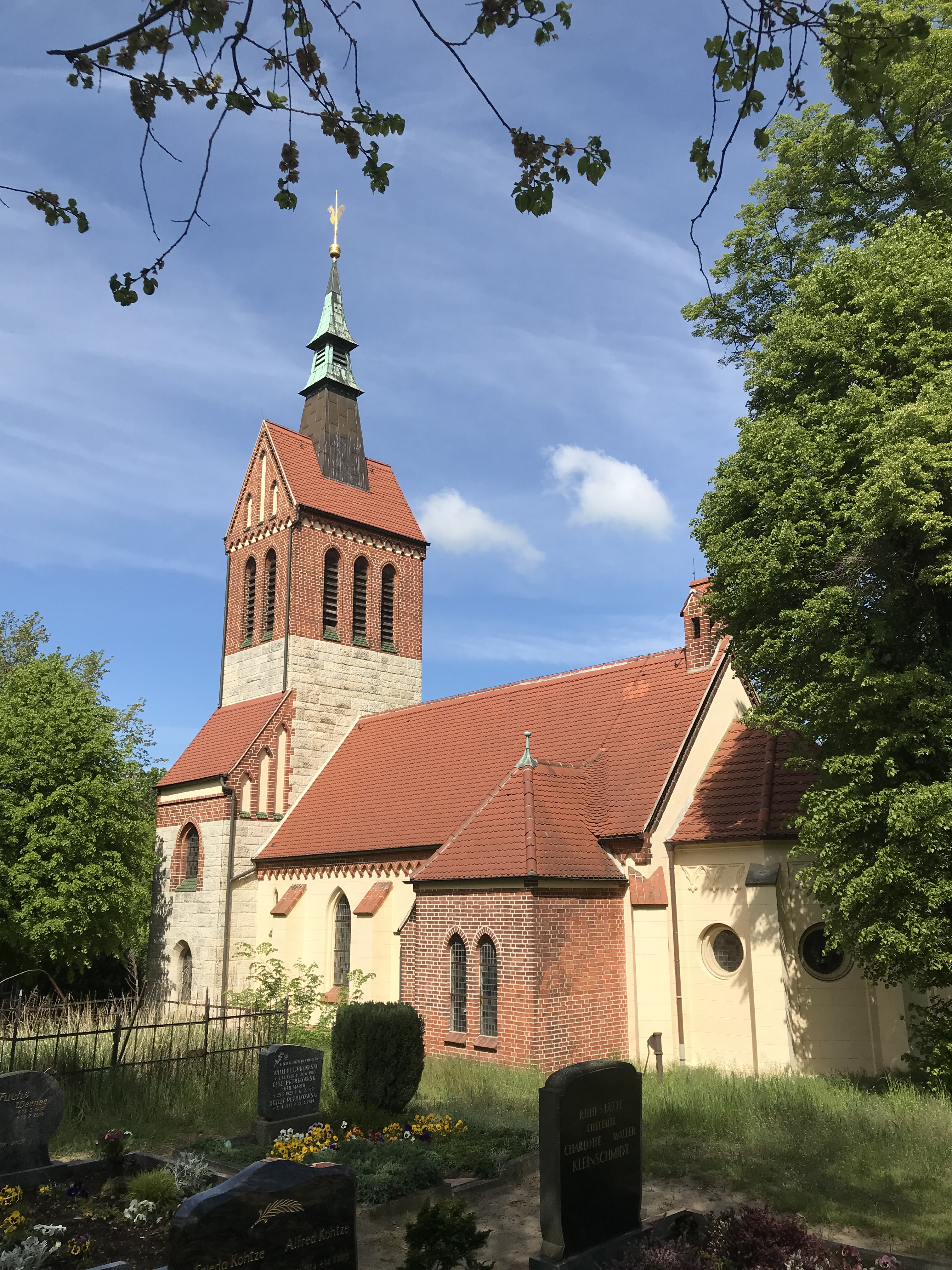
Dorpskerk Uetz (neogotisch, ca. 1870 voltooid)
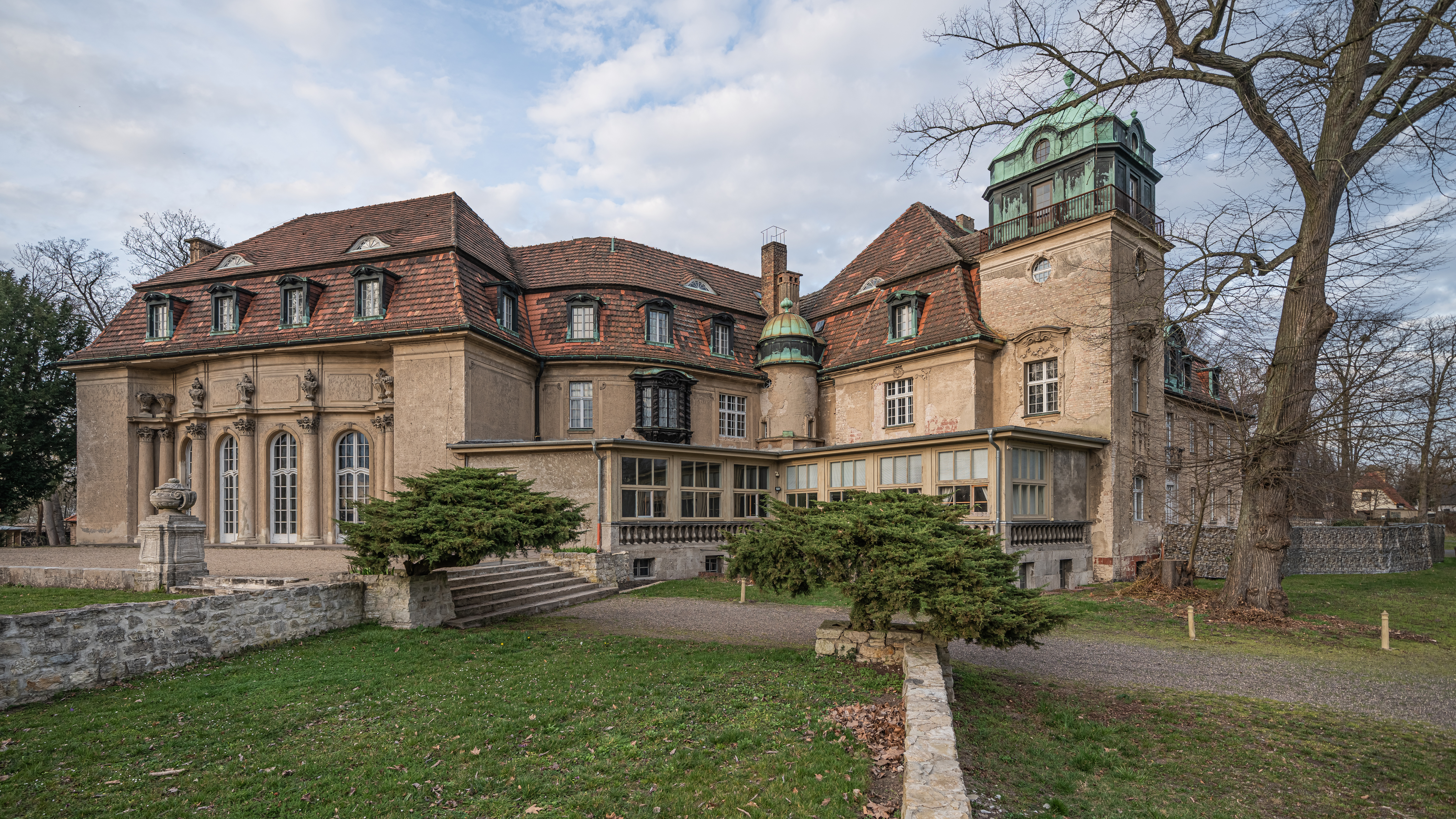
Kasteel Marquardt

## Cultuur

### Bezienswaardigheden
- Het Park Sanssouci met daarin:
  - Sanssouci, het lustslot van Frederik de Grote
  - Het Orangeriepaleis, voorheen bestemd voor gasten van de koninklijke familie
  - Neues Palais (Nieuwe Paleis). Hier bevinden zich gebouwen van de Universiteit van Potsdam.
  - Friedenskirche met Mausoleum van enkele Pruisische koningen
  - Charlottenhof
  - Het Belvédère
- Neuer Garten, met Marmorpalais en Cecilienhof
- De Russische kolonie Alexandrowka met de Alexander-Newski-Gedächtniskirche
- Slot Babelsberg, het zomerpaleis van Keizer Wilhelm I naar ontwerp van Karl Friedrich Schinkel
- De stadspoorten Brandenburger Tor (niet te verwarren met het bouwwerk met dezelfde naam in Berlijn), de Nauener Tor, Kellertor en de Jägertor
- De Alte Markt met de St. Nikolai-kerk, het Potsdamer Stadtschloss (hier zetelt de Landdag van Brandenburg), Museum Barberini (een museum voor de privé-kunstcollectie van Hasso Plattner) en het Oude Raadhuis (waar het Potsdam-Museum zich in bevindt)
- Het Holländische Viertel met Nederlandse gevelhuisjes, opgebouwd onder de uit Amsterdam afkomstige Jan Bouman.
- Het Wetenschapspark Albert Einstein met de Einsteintoren op de Telegrafenberg
- Großes Militärwaisenhaus
- Pumpenhaus, het pomphuis ('moskee')
- St. Peter und Paul Kirche, een in 1870 ingewijde rooms-katholieke parochiekerk, gelegen bij Holländische Viertel
- Nauener Tor
- Feuerbachstraße, pittoreske straat met een groter aantal Nederlanders, actief in het nachtleven. Niet te verwarren met het Holländische Viertel, waar geen Nederlanders wonen.
- Glienicker Brücke op de grens met Berlijn, waar tijdens de Koude Oorlog spionnen werden uitgeruild.
- Krongut Bornstedt is een landgoed, waar o.a. koningin Victoria van Saksen-Coburg en Gotha heeft gewoond, en is gelegen aan het meer Bornstedter See, hemelsbreed 400 m verwijderd van slot Sanssouci. Sinds 2002 zijn er een luxe bakkerij (Hofbäckerei), horecabedrijven, delicatessenwinkels en andere etablissementen in dit openbaar toegankelijke gebouwencomplex gevestigd. Ook vinden er kerst- en soortgelijke markten en kleinschalige concerten plaats. Het landgoed bestaat voor een deel uit een fraai rosarium.

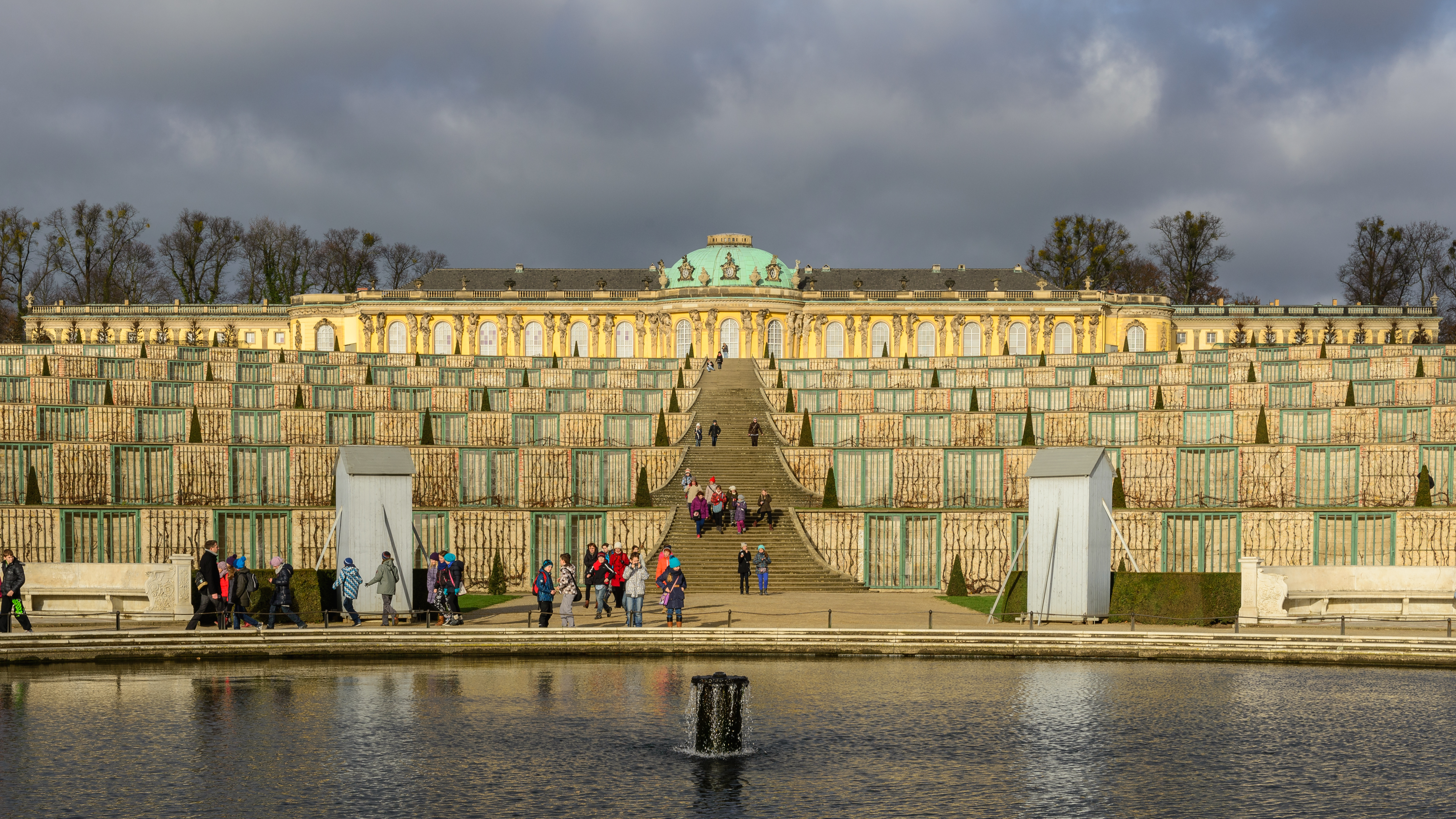
Het lustslot Sanssouci
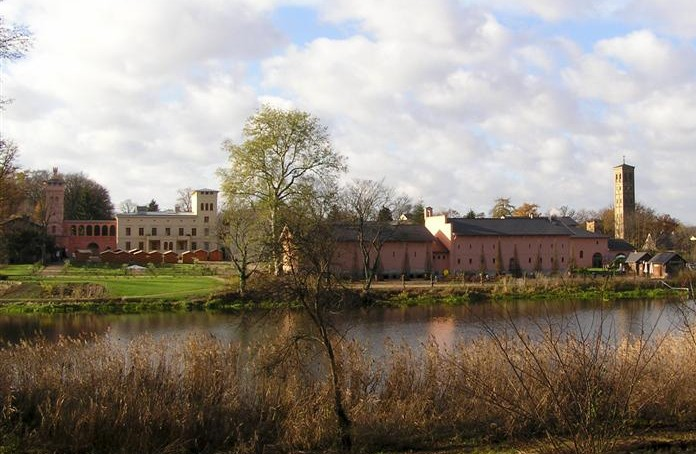
Krongut Bornstedt
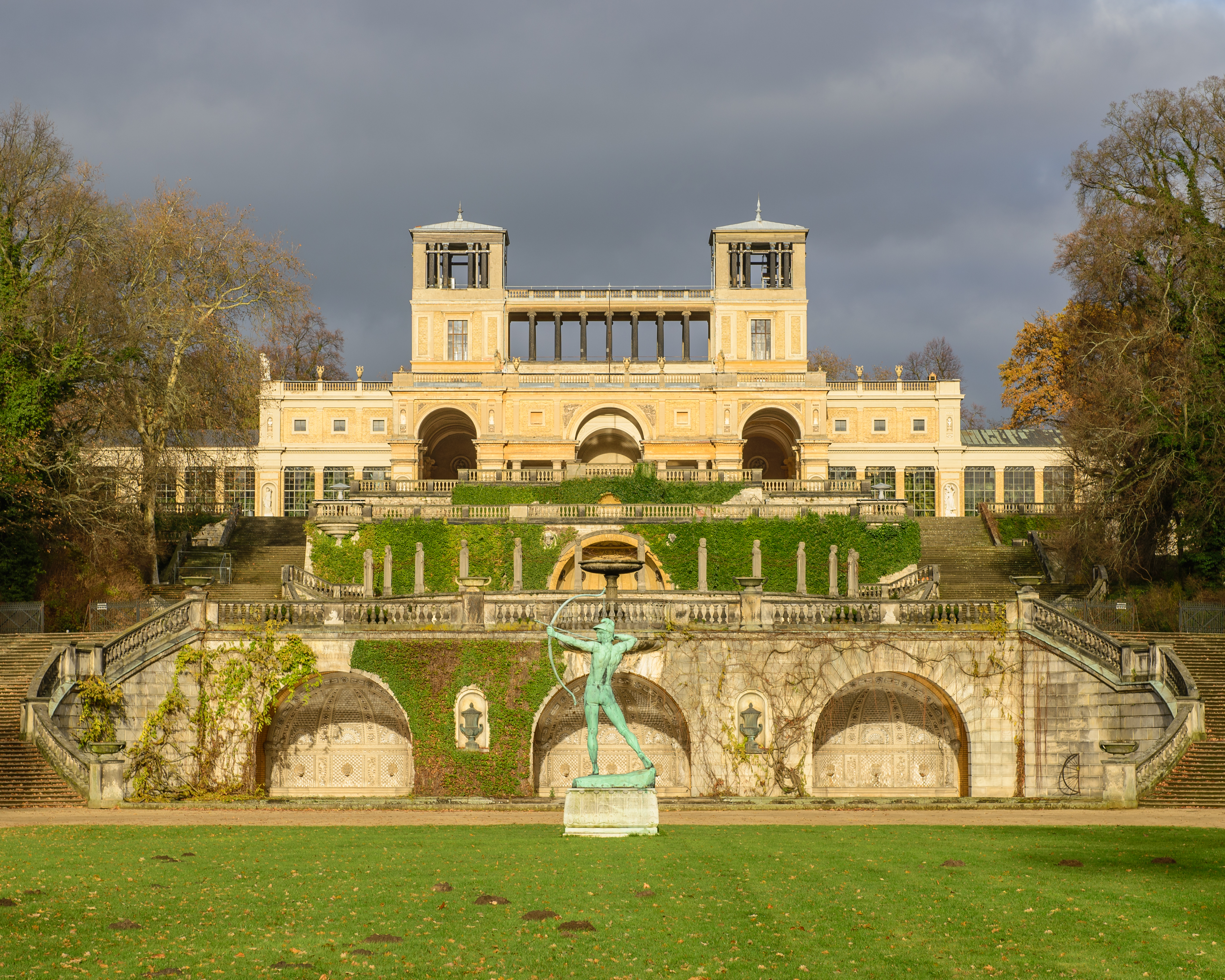
Het Orangeriepaleis
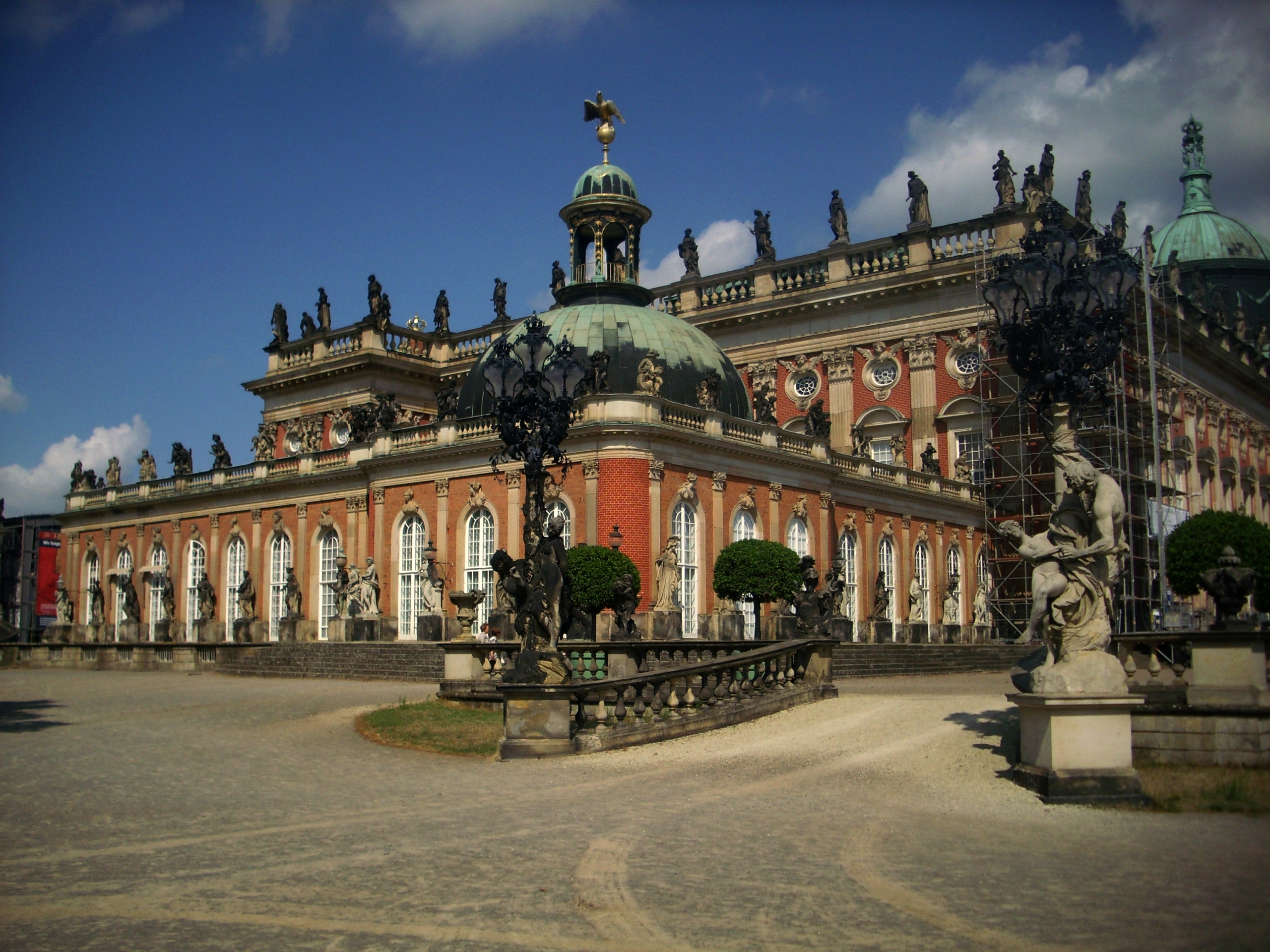
Het Neues Palais
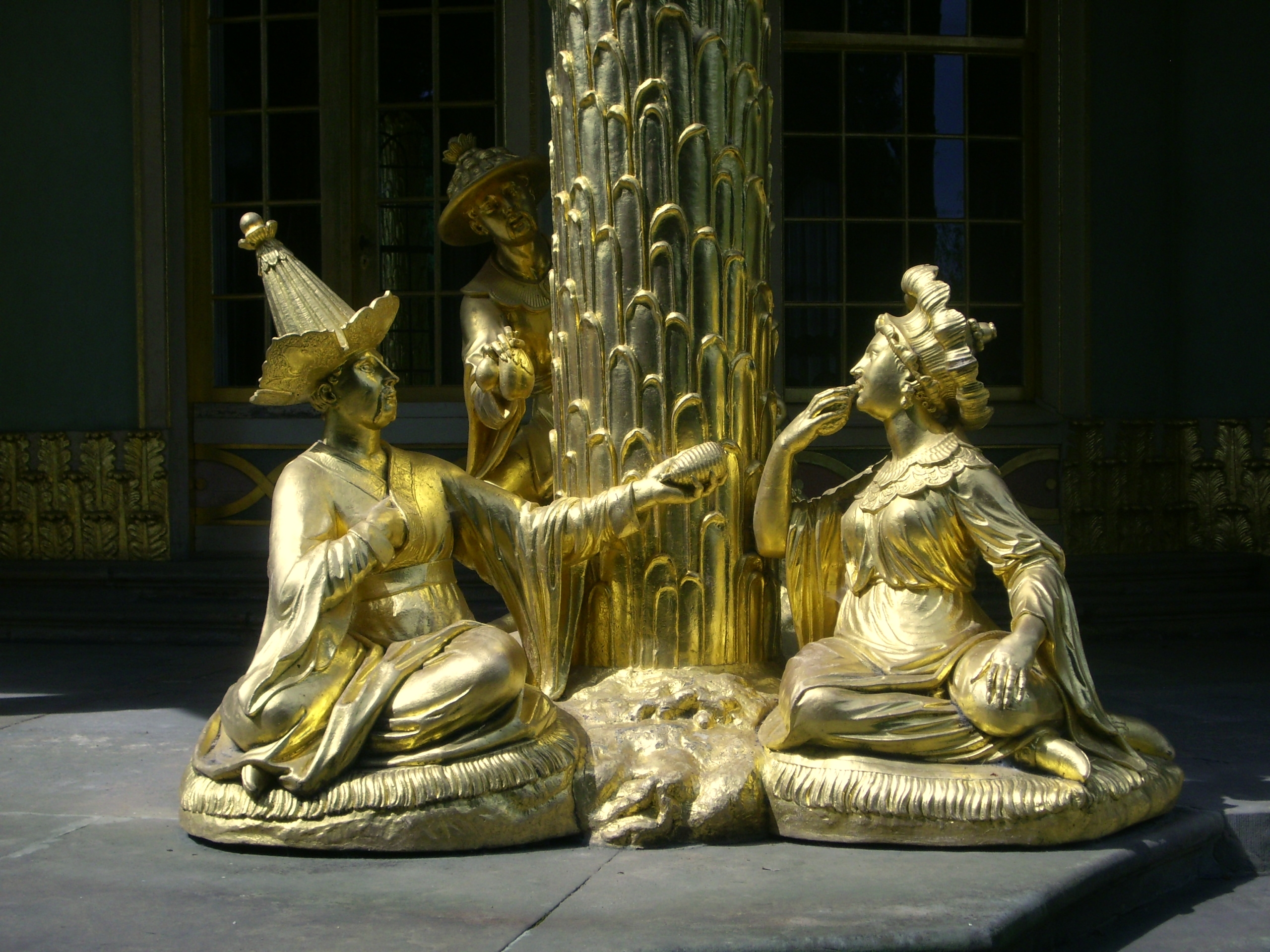
Chinees paviljoen (detail)

### Sport en recreatie
Deze plaats is gelegen aan de Europese wandelroute E11, die loopt van Den Haag naar het oosten, op dit moment tot de grens tussen Polen en Litouwen. De succesvolle vrouwenvoetbalvereniging 1. FFC Turbine Potsdam komt uit Potsdam.

## Partnersteden
- Opole, Polen, sinds 1973
- Bobigny, Frankrijk, sinds 1974
- Jyväskylä, Finland, sinds 1985
- Bonn, Noordrijn-Westfalen, Duitsland, sinds 1988
- Perugia, Italië, sinds 1990
- Sioux Falls, South Dakota, Verenigde Staten, sinds 1990
- Luzern, Zwitserland, sinds 2002

## Geboren in Potsdam
- Wilhelmina van Pruisen (1709-1758), markgravin van Bayreuth
- Friedrich Wilhelm Heinrich Benda (1745-1814), componist en violist
- Johann David Ludwig Graf Yorck von Wartenburg (1759-1830), aristocraat en militair
- Wilhelm von Humboldt (1767-1835), taalwetenschapper, filosoof en staatsman
- Frederik Willem III van Pruisen (1770-1840), koning van Pruisen en componist
- Louis van Pruisen (1773-1796), prins
- Wilhelmina van Pruisen (1774-1837), als echtgenote van Willem I de eerste koningin der Nederlanden
- Moritz Hermann von Jacobi (1801-1874), natuurkundige en ingenieur
- Friedrich Ludwig Persius (1803-1845), architect
- Alexandrine van Pruisen (1803-1892), prinses van Pruisen
- Carl Jacobi (1804-1851), wiskundige
- Hermann von Helmholtz (1821-1894), medicus en natuurkundige
- Frederik III van Pruisen (1831-1888), keizer van het Duitse Keizerrijk
- Alfred von Waldersee (1832-1904), militair
- Ernst Haeckel (1834-1919), arts, illustrator, zoöloog en filosoof
- Hermann Schubert (1848-1911), wiskundige
- Maria Elisabeth Louise Frederika van Pruisen (1855-1888), prinses
- Elisabeth Anne van Pruisen (1857-1895), echtgenote van Hendrik van Oranje-Nassau
- Wilhelm II van Duitsland (1859-1941), laatste keizer van het Duitse Keizerrijk
- Charlotte van Pruisen (1860-1919), dochter van keizer Frederik III
- Louise Margaretha van Pruisen (1860-1917), prinses
- Adolf Miethe (1862-1927), scheikundige
- Hendrik van Pruisen (1862-1929), jongste zoon van keizer Frederik III
- Sigismund van Pruisen (1864-1866), derde zoon van keizer Frederik III
- Frederika Amalia Wilhelmina Victoria van Pruisen (1866-1929), prinses uit het Huis Hohenzollern
- Sophie van Pruisen (1870-1932), koningin van het Koninkrijk Griekenland
- Friedrich Wilhelm von Bissing (1873-1956), egyptoloog
- Feodore van Saksen-Meiningen (1879-1945), prinses uit het Huis Wettin
- Wilhelm van Pruisen (1882-1951), oudste zoon van keizer Wilhelm II
- Viktor Adolf van Bentheim en Steinfurt (1883-1961), 5e vorst van Bentheim en Steinfurt
- Eitel Frederik van Pruisen (1883-1942), tweede zoon van keizer Wilhelm II
- Adalbert van Pruisen (1884-1948), derde zoon van keizer Wilhelm II
- Ludovika Jakobsson-Eilers (1884-1968), kunstschaatsster
- Sophie van Schönburg-Waldenburg (1885-1937), prinses uit het Huis Schönburg-Waldenburg
- Alfred Wiener (1885-1964), publicist en verzetsstrijder
- Leo Geyr von Schweppenburg (1886-1974), generaal
- Arthur Ney (1887-1963), Zwitsers componist, dirigent en muziekuitgever
- August Wilhelm van Pruisen (1887), vierde zoon van keizer Wilhelm II
- Oscar van Pruisen (1888-1952), vijfde zoon van keizer Wilhelm II
- Victoria Feodora van Reuss, jongere linie (1889-1918), prinses
- Augusta Victoria van Hohenzollern (1890-1966), echtgenote van de laatste koning van Portugal, Emanuel II
- Victoria van Pruisen (1890-1923), prinses uit het Huis Hohenzollern
- Victoria Louise van Pruisen (1892-1982), enige dochter van keizer Wilhelm II
- Frederik Karel van Pruisen (1893-1917), prins uit het Huis Hohenzollern
- Paul Blobel (1894-1951), architect, SS-Standartenführer en lid van de Sicherheitsdienst (SD)
- Hermann Kasack (1896-1966), schrijver
- Hasso von Manteuffel (1897-1978), generaal ten tijde van de Tweede Wereldoorlog
- Charlotte van Saksen-Altenburg (1899-1989), prinses uit het Huis Wettin
- George Maurits van Saksen-Altenburg (1900-1991), laatste erfprins van Saksen-Altenburg
- Hans Brehme (1904-1957), componist
- Rosemary van Salm-Salm (1904-2001), prinses
- Wilhelm van Pruisen (1906-1940), prins uit het Huis Hohenzollern
- Louis Ferdinand van Pruisen (1907-1994), prins
- Georg Stahl (1907-1969), componist en dirigent
- Hubertus van Pruisen (1909-1950), prins uit het Huis Hohenzollern
- Arno Huhn (1911-1991), SD-beambte in Nederland ten tijde van de Tweede Wereldoorlog
- Martin Schwarzschild (1912-1997), Amerikaans astrofysicus van Joods-Duitse afkomst
- Karel Victor zu Wied (1913-1973), prins uit het Huis Wied
- Karel van Pruisen (1916-1975), prins uit het Huis Hohenzollern
- Cecilia van Pruisen (1917-1975), prinses uit het Huis Hohenzollern
- Burkhard Heim (1925-2001), theoretisch natuurkundige
- Günther Schramm (1929), acteur, televisiepresentator, cabaretier en zanger
- Hilla Becher (geb. Wobeser) (1934-2015), fotografe
- Wolfgang Joop (1944), modeontwerper
- Oliver Bendt (1946), acteur en zanger Goombay Dance Band
- Matthias Platzeck (1953), politicus
- Torsten Reißmann (1956-2009), judoka
- Ralf Brudel (1963), roeier
- Carsten Wolf (1964), wielrenner
- Monique Garbrecht (1968), oud-langebaanschaatsster
- Robert Bartko (1975), (baan)wielrenner
- Kevin Kuske (1979), bobsleeër
- Sabine Krantz (1981), atlete
- Andrej Kalinitsjov (1986), Russisch schaker
- Patrick Ebert (1987), voetballer
- Daniel Frahn (1987), voetballer
- Christoph Pfingsten (1987), veldrijder, wielrenner
- Philipp Walsleben (1987), veldrijder, wielrenner
- Jonathan Erdmann (1988), beachvolleyballer
- Olia Tira (1988), Moldavisch zangeres
- Franziska Weber (1989), kanovaarster
- Vladimir Morozov (1992), Russisch kunstschaatser
- Denis Prychynenko (1992), voetballer
- Kevin Schade (2001), voetballer
- Merlin Röhl (2002), voetballer